# St.-Petri-Kirche (Aschara)

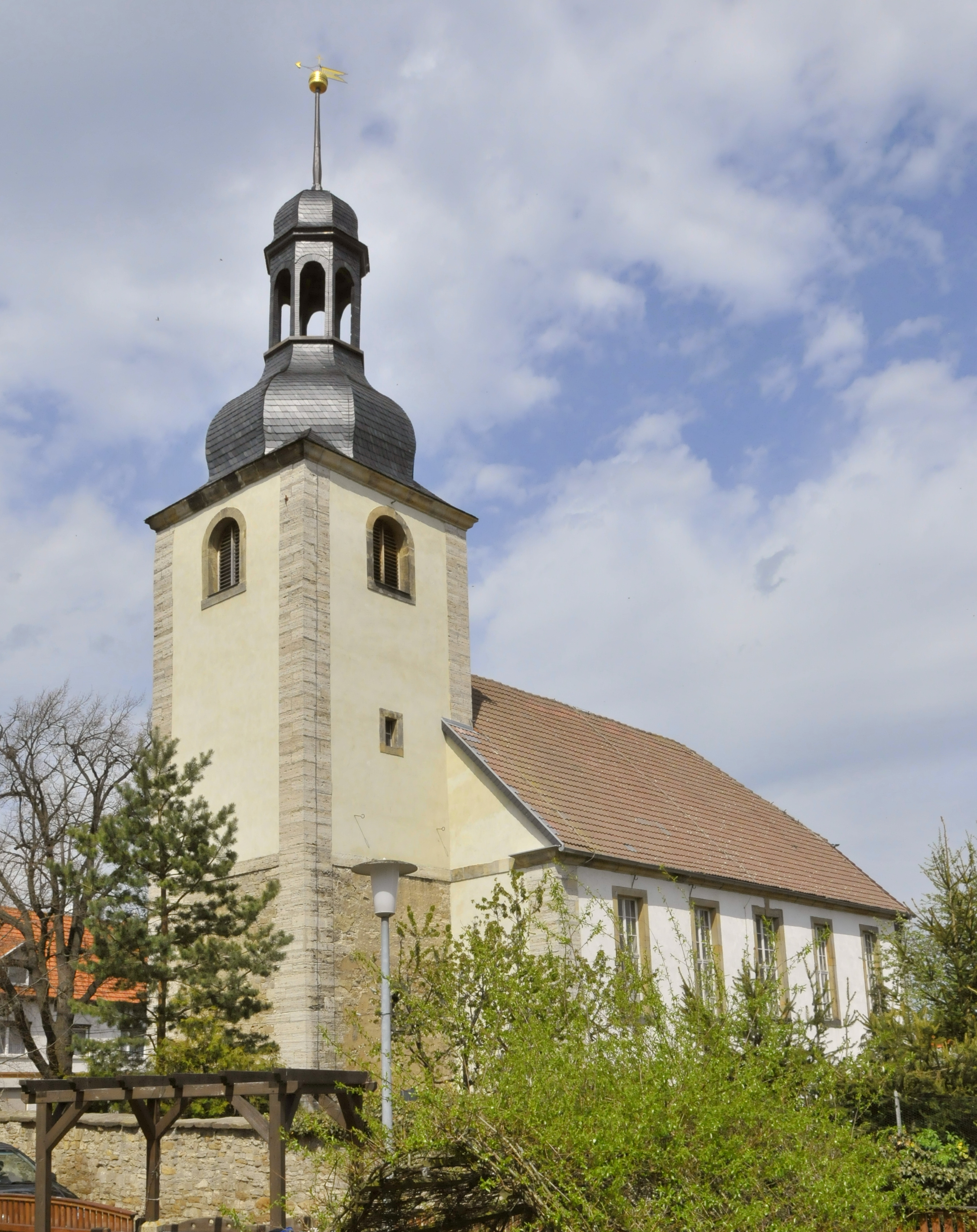
St.-Petri-Kirche in Aschara

Die evangelische St.-Petri-Kirche ist ein Kirchengebäude in Aschara, einem Ortsteil von Bad Langensalza im Unstrut-Hainich-Kreis (Thüringen).

## Geschichte
Eine Vorgängerkirche wurde 1291 erwähnt, sie war ebenfalls dem Apostel Petrus geweiht. An Stelle der alten Kirche wurde die neue Kirche von 1749 an als Emporensaal mit Westturm errichtet. Die Grundsteinlegung war am 28. Mai 1749, die Einweihung an Mariä Himmelfahrt 1750.

## Architektur
Die dreischiffige Emporenhalle und dabei Pseudobasilika ist 20,4 m lang und 12,6 m breit. Das Gebäude ist durch zwei übereinander liegende Fensterreihen und Ecklisenen gegliedert. Die unteren Fensterreihen belichten den Bereich unter den Emporen, die hohen Fenter darüber beite Emporengeschosse. Der Oberteil wird Mittelschiffs zusätzlich durch ein Rundfenster erhellt, das oberhalb der decken der Seitenschiffe liegt. 
Das Mittelschiff hat eine hohe Muldendecke, deren waagerechter Teil mit Darstellungen der Verkündigung, der Auferstehung und der Himmelfahrt Christi bemalt ist. Die Deckengemälde wurden um 1900 angefertigt. 
Die Seitenschiffe sind mit zwei Emporengeschossen ausgestattet und flachgedeckt.
Der Kanzelaltar ist mit Figuren des Johannes d. T. und des Propheten Moses und Putten geschmückt. Der Schalldeckel zeigt die Dreifaltigkeitsglorie. 
Der Taufstein von 1753 ist mit einem Relief der Taufe Christi im Jordan verziert. Die Orgel schuf Johann Valentin Nößler im Jahr 1751/52, der Prospekt ist mit Blattranken, Muschelwerk und Musikengeln geschmückt. Die im 11. Jahrhundert als Bienenkorbglocke gegossene Theophilusglocke ist im Glockenmuseum Apolda ausgestellt.

## Varia
Die älteste Glocke Thüringens stammt aus der St.-Petri-Kirche in Aschara, geschaffen von Glockengießer Wolfgerus in der ersten Hälfte bis Mitte des 12. Jahrhunderts. Sie steht im Glockenmuseum Apolda.